# Francisco da Silva Gouveia
Francisco da Silva Gouveia (Porto, 12 de Agosto de 1872 – Porto, 28 de Dezembro de 1951) foi um escultor português.

## Vida
Nasceu na Rua dos Ingleses, no Porto, filho de abastado comerciante da Rua de São João. Desde cedo mostrou interesse pelo desenho. Por influência do tio Caetano Pinho da Silva, já que o pai não queria, foi para a Academia Portuense de Belas Artes.
Terminado o curso, partiu para Paris, onde foi discípulo de: Auguste Rodin e Jean Antoine Injalbert, e recebeu aulas de Alexandre Falguière, Denys Puech e Pierre Louis Rouillard, sendo admitido na Academia Julien e Calaron.
Autor de várias esculturas, sendo a mais conhecida a estatueta de Eça de Queiroz, que se tornou célebre. Silva Gouveia iniciou, em Portugal, as exposições individuais.
Casou, em Paris, com Claire Jeancourt, na igreja de Notre Dame des Champs, tendo, como madrinha, a Senhora Duquesa de Palmela.

## Homenagens
Recebeu em 1900, na Grande Exposição Universal de Paris, a medalha de prata, e foi agraciado pelo Rei D. Carlos com a Ordem de Sant'Iago da Espada.
Faleceu a 28 de Dezembro de 1951, no Hospital dos Terceiros do Carmo, no Porto.